# Bạo động tại bang Rakhine năm 2012
Bạo động tại bang Rakhine năm 2012 là một loạt các cuộc xung đột đang diễn ra chủ yếu giữa những người Phật tử Rakhine và những người Hồi giáo Rohingya ở bang Rakhine phía bắc của Myanmar, dù đến tháng 10 năm 2012 thì người Hồi giáo thuộc tất cả các dân tộc khác ở quốc gia này đã bắt đầu trở thành mục tiêu bị tấn công. Các cuộc bạo loạn diễn ra sau nhiều tuần tranh chấp bè phái và đã bị lên án bởi hầu hết mọi người ở cả hai phía của cuộc xung đột. Nguyên nhân trực tiếp của các cuộc bạo loạn là không rõ ràng, với nhiều nhà bình luận đưa ra việc người Rakhine Phật giáo giết chết mười người Miến Điện Hồi giáo sau vụ hãm hiếp và giết chết một phụ nữ dân tộc Rakhine là nguyên nhân chính. Chính phủ Myanmar phản ứng bằng cách áp đặt lệnh giới nghiêm và bằng cách triển khai quân đội ở khu vực. Ngày 10 tháng 6, tình trạng khẩn cấp đã được loan báo trong Rakhine, cho phép quân đội tham gia vào việc quản lý khu vực Đến thời điểm 22 tháng 8 năm 2012, chính thức đã có 88 trường hợp bị giết chết – 57 người Hồi giáo và 31 người theo Phật giáo. Ước tính có khoảng 90.000 người đã bị dời chỗ ở do bạo động. Khoảng 2.528 ngôi nhà bị đốt cháy, và của những người, 1.336 ngôi nhà thuộc người Rohingya và 1192 ngôi nhà thuộc về người Rakhine. Quân đội Miến Điện và cảnh sát bị cáo buộc đóng vai trò hàng đầu trong việc nhắm mục tiêu vào người Rohingya thông qua việc bắt giữ hàng loạt và bạo lực độc đoán.
Phản ứng của chính phủ đã được ca ngợi bởi Hoa Kỳ và Liên minh châu Âu,, nhưng bị Tổ chức Ân xá Quốc tế và các nhóm nhân quyền khác chỉ trích, cho rằng người Rohingya đã chạy trốn khỏi vụ bắt giữ tùy tiện của chính phủ Myanmar, và người Rohingya đã phải đối mặt với sự phân biệt đối xử có hệ thống của chính phủ trong nhiều thập kỷ. Cao ủy Tị nạn Liên hiệp quốc và nhiều nhóm nhân quyền đã bác bỏ đề nghị của tổng thống Thein Sein tái định cư người Rohingya ở nước ngoài. Một số tổ chức cứu trợ chỉ trích chính phủ Myanmar đã tạo ra một cuộc khủng hoảng nhân đạo đối với người Rohingya, để cô lập họ trong các trại "cư xử lạm dụng", và ngăn chặn việc họ tiếp cận với viện trợ nhân đạo, bao gồm bắt giữ các nhân viên cứu trợ.
Phát ngôn nhân chính phủ Hoa Kỳ Victoria Nuland ngày 25 tháng 10 năm 2012 phát biểu rằng Hoa Kỳ "kêu gọi các bên kìm chế và ngừng ngay các cuộc tấn công". Liên Hợp Quốc cũng lên tiếng bày tỏ sự quan ngại về xung đột tôn giáo leo thang tại Myanmar.

## Bối cảnh
Cuộc xung đột giáo phái xảy ra rải rác trong bang Rakhine, thường là giữa dân Rakhine đa số theo Phật giáo và dân thiểu số Hồi giáo Rohingya có số lượng đáng kể. Chính phủ Myanama phân loại người Rohingya là "người nhập cư" Myanmar, và do đó không đủ điều kiện nhập quốc tịch. Một số nhà sử học tranh luận rằng nhóm dân tộc này đã đến đây trong nhiều thế kỷ trong khi những người khác nói rằng họ đến Myanmar vào thế kỷ 19. Theo Liên Hợp Quốc, các Rohingya là một trong những dân tộc thiểu số của thế giới bị ngược đãi nhất. Elaine Pearson, Phó Giám Ban châu Á của Tổ chức theo dõi Nhân quyền cho biết: "Tất cả những năm phân biệt đối xử, lạm dụng và bỏ bê kết hợp lại khiến người ta nổi giận tại một số điểm, và đó là những gì chúng ta đang thấy bây giờ."
Vào tối ngày 28 tháng 5, một nhóm ba người Hồi giáo, trong đó có hai người Rohingya, đã cướp bóc, hãm hiếp và giết hại một người phụ nữ dân tộc Rakhine, Ma Thida Htwe, gần làng Kyaut Maw Ne. Cảnh sát đã bắt giữ ba nghi can và đưa họ đến nhà tù thị trấn Yanbye. Ngày 03 tháng 6, một đám đông tấn công một chiếc xe buýt ở Taungup, vì nhầm lẫn khi tin rằng những người chịu trách nhiệm về vụ giết người trên xe. Mười người Hồi giáo đã thiệt mạng trong cuộc tấn công trả thù, gây ra cuộc biểu tình của người Hồi giáo Miến Điện tại thủ đô thương mại Yangon. Chính phủ ứng phó bằng cách bổ nhiệm một bộ trưởng và cảnh sát một nhà lãnh đạo cấp cao đứng đầu một ủy ban điều tra. Ủy ban này đã được lệnh để tìm ra "nguyên nhân và xúi giục của vụ việc" và theo đuổi hành động pháp lý. Tính đến ngày 2 tháng 7, 30 người đã bị bắt trong vụ sát hại 10 người Hồi giáo.